# أحرف سبعة
الأحرف السبعة بمفهومها العام في علم قراءات القرآن هي: عبارة عن التنوع اللفظي، والتعدد اللغوي، في الخصائص التي نزل بها القرآن من حيث أن جمع معظم اللغات العربية المتداولة في ذلك الوقت، فكان مشتملا على الألفاظ العربية باستعمالاتها المتعددة. كما أن الكلمة الواحدة قد تكون متعددة الاستعمال باختلاف حروفها، فمثلا: إبراهيم؛ يقال فيه أيضا: ابراهام، وإبرهيم، وهكذا. فأحرف الهجاء العربية تبنى منها الكلمة، وتتعدد اللغات العربية في استعمال الكلمة الواحدة بالاختلاف في الحروف. فينطق الحرف تاما على أصله، أو ينطق ممزوجا بحرف آخر، أو بتقليل نطقه، أو بتغيير حركاته، أو غير ذلك، وهذا يجعل اللفظ الواحد متعدد اللغات.

## الحرف في اللغة
يطلق لفظ الحرف في اللغة على عدة معان منها: ذروة الشيء وأعلاه، ومنه حرف الجبل أي قمته، ويطلق أيضا على حرف التهجي، وعلى طرف الشيء، وعلى الوجه، وهو المناسب لموضوعنا.

## آراء حول المراد بالأحرف السبعة
وردت آراء كثيرة حول هذا الموضوع منها:
- قيل الأحرف السبعة هي سبع لغات متفرقة في القرآن كله وهي لغات قبائل من العرب على معنى أن بعض القرآن نزل بلغة قريش وبعضه بلغة كنانة وبعضه بلغة أسد وبعضه بلغة هذيل وبعضه بلغة تميم وبعضه بلغة قيس عيلان وبعضه بلغة أهل اليمن، واختار هذا الرأى أبو عبيد القاسم بن سلام وثعلب وابن عطية وآخرون ودليلهم عدم معرفة بعض الصحابة القرشيين لبعض ألفاظ القرآن إلا من بعض العرب كما وقع لابن عباس في كلمة فاطر حيث روى عنه أنه قال: لم أكن أدري ما فاطر السماوات والأرض حتى أتى أعرابيان يختصمان في بئر فقال أحدهما: أنا فطرتها أي ابتدأتها وأجيب عن ذلك بأن عدم معرفة ابن عباس لمعنى هذه الكلمة لا يدل على أن اللفظة غير قرشية لجواز أن يكون قد غاب معناها فقط عن ابن عباس وليس بلازم أن يحيط المرء بكل معانى لغته أو بألفاظها، بل قيل: اللغة لا يحيط بها إلا معصوم. ويضاف إلى ذلك أن التوسعة ورفع الحرج والمشقة المقصود من الأحرف السبعة لا يتفق وهذا الرأى لأنه يترتب عليه أن يكون القرآن الكريم أبعاضا، وأن كل بعض بلغة، ويلزم من ذلك أن كل شخص لا يقرأ من القرآن إلا ما نزل بلغته.
- قيل: الأحرف السبعة هي سبعة أوجه، هي الأمر والنهى والوعد والوعيد والجدل والقصص والأمثال، أو هي: الأمر والنهي والحلال والحرام والمحكم والمتشابه والأمثال. ورد هذا الوجه بأن التوسعة كما هو مفهوم من الأحاديث والروايات الواردة في نزول القرآن على سبعة أحرف هي خاصة بالألفاظ وليس بالمعاني، وذلك بأن تقرأ الكلمة على وجهين أو ثلاثة، ولا يمكن أن تكون التوسعة في تحريم حلال ولا في تحليل حرام، ولا في تغيير شيء من المعانى المذكورة.
- قيل: الأحرف السبعة هي القراءات السبع وهذا قول واه سببه اتحاد العدد بين الأحرف السبعة والقراءات التي اعتمدها ابن مجاهد (ت 324 هـ) وجمعها وهي قراءات سبع لقراء سبعة. وممن ينسب إليهم هذا القول الخليل بن أحمد الفراهيدي (ت 170 هـ) وتوجيه موقف الخليل بن أحمد هذا لا يتناسب والتعليل السابق الذي يُرجع السبب في هذا اللبس الذي يخلط بين القراءات السبعة والأحرف السبعة، إلى جمع ابن مجاهد (ت324 هـ) للقراءات السبع، ومن ثم يقول أحد الباحثين وهو الدكتور محمد الحبش: وأحب هنا أن أوضح رأي العلامة الجليل الخليل بن أحمد الفراهيدى، فهو بلا ريب إمام العربية وحجة النحاة ولاشك أن انفراده بالرأى هنا لم ينتج من قلة إحاطة أو تدبر، ومثله لا يقول الرأى بلا استبصار، وانفراد مثله برأي لا يلزم منه وصف الرأي بالشذوذ أو الوهن. وغير غائب عن البال أن الخليل بن أحمد الفراهيدى الذي توفي عام 170 ه لم يدرك عصر تسبيع القراءات، حيث لم تشتهر عبارة القراءات السبع إلا أيام ابن مجاهد، وهو الذي توفي عام 324 هـ. ولم يكن الخليل بن أحمد يعني بالطبع هذه القراءات السبع التي تظاهر العلماء على اعتمادها وإقرارها بدءاً من القرن الرابع الهجري، ولكنه كان يريد أن ثمة سبع قراءات قرأ بها النبي وتلقاها عنه أصحابه، ومن بعدهم أئمة السلف، وهي تنتمي إلى أمهات قواعدية لم يتيسر من يجمعها بعد ـ أي في زمن الخليل وأنها لدى جمعها وضبطها ترتد إلى سبعة مناهج، وفق الحديث: «إن هذا القرآن أنزل على سبعة أحرف».
- ذهب جمع غفير من العلماء من أبرزهم أبو الفضل الرازي وابن قتيبة وابن الجزري وغيرهم إلى أن الأحرف السبعة هي سبعة أوجه لا يخرج عنها الاختلاف في القراءات وهي:
  - اختلاف وجوه الإعراب.
  - اختلاف بالنقص والزيادة.
  - الاختلاف بالتقديم والتأخير.
  - الاختلاف بالإبدال.
  - اختلاف اللهجات كالفتح والإمالة والتفخيم والترقيق والإظهار والإدغام.

وقد لقى هذا الرأى شهرة ورواجا عند كثير من العلماء وقد تعصب له الشيخ عبد العظيم الزرقاني في مناهل العرفان ورجحه على غيره وساق الأمثلة لكل وجه منها وقرر أنه الرأي الذي تؤيده الأحاديث الواردة في هذا المقام، وأنه الرأي المعتمد على الاستقراء التام دون غيره، وردَّ على كل اعتراض وجه إليه وإن بدا عليه التكلف في بعض هذه الردود.
واعترض على هذا الرأى بأن الرخصة في التيسير على الأمة بناء على هذا الرأي غير واضحة ولا ظاهرة، فأين الرخصة في قراءة الفعل المبنى للمعلوم مبنيا للمجهول أو العكس، وأين هي أيضا في إبدال حركة بأخرى، أو حرف بآخر، أو في تقديم وتأخير، فإن القراءة على وجه من هذه الوجوه المذكورة لا يوجب مشقة في شيء، يحتاج معها إلى أن يسأل النبى صلى الله عليه وسلم ربه المعافاة لعلة أن الأمة لاتطيق القراءة على وجه واحد ولا اثنين ولا ثلاثة من هذه الوجوه المذكورة، كما جاء ذلك في الأحاديث النبوية التي تحدثت عن قضية نزول القرآن على سبعة أحرف.
- ذهب سفيان بن عيينة وابن جرير وابن وهب والقرطبي ونسبه ابن عبد البر لأكثر العلماء إلى أن المراد بالأحرف السبعة سبع لغات في كلمة واحدة تختلف فيها الألفاظ مع اتفاق المعانى وتقاربها مثل (هلم، أقبل، تعال، إلي، قصدي، نحوي، قربي) فإن هذه سبعة ألفاظ مختلفة يعبر بها عن معنى واحد وهو طلب الإقبال، والمقصود أن منتهى ما يصل إليه عدد الألفاظ المعبرة عن معنى واحد هو سبعة وليس المقصود أن كل معنى في القرآن عبر عنه بسبعة ألفاظ من سبع لغات.
وأصحاب هذا الرأى أيدوا كلامهم بأن التيسير المنصوص عليه في الأحاديث متوفر في هذا الرأي ثم هم يرون أن الباقى من هذه اللغات الست أو الحروف الستة هو حرف قريش دون غيرهم.

## الغاية من نزول القرآن على سبعة أحرف
بحسب بعض الآراء فإن الغاية من نزول القرآن بسبعة أحرف هي:
- التهوين والتيسير على الأمة والتوسعة عليها في قراءتها للقرآن الكريم كما تدل على ذلك الأحاديث النبوية الواردة في هذا المقام ومنها:

روي عن أبي بن كعب في صحيح مسلم: 
| أحرف سبعة | أن النبي صلى الله عليه وسلم كان عند أضاة بني غفار قال: فأتاه جبريل فقال إن الله يأمرك أن تقرأ أمتك القرآن على حرف فقال أسأل الله معافاته ومغفرته وإن أمتي لا تطيق ذلك، ثم أتاه الثانية فقال إن الله يأمرك أن تقرأ أمتك القرآن على حرفين فقال أسأل الله معافاته ومغفرته وإن أمتي لا تطيق ذلك، ثم جاءه الثالثة فقال إن الله يأمرك أن تقرأ أمتك القرآن على ثلاثة أحرف فقال: أسأل الله معافاته ومغفرته وإن أمتي لا تطيق ذلك، ثم جاءه الرابعة فقال: إن الله يأمرك أن تقرأ أمتك القرآن على سبعة أحرف فأيما حرف قرأوا عليه فقد أصابوا | أحرف سبعة |

- إثراء التفسير والأحكام الشرعية بتعدد الأحرف، لأن تعدد الأحرف يترتب عليه تعدد المعاني وتزاحمها على سبيل الإثراء والتأييد، لا على سبيل التعارض أو التناقض.
- إظهار كمال الإعجاز بغاية الإيجاز لأن كل حرف مع الآخر بمنزلة الآية مع الآية في دلالتها وفيما اشتملت عليه.